# Hadena eucyria
Hadena eucyria är en fjärilsart som beskrevs av Dyar 1910. Hadena eucyria ingår i släktet Hadena och familjen nattflyn. Inga underarter finns listade i Catalogue of Life.